# Christina Anastasopoulou
Christina Anastasopoulou (in greco Χριστίνα Αναστασοπούλου?; Amarousio, 25 novembre 2002) è una cestista greca.

## Carriera
Con la Grecia ha disputato i Campionati europei del 2021.